# McGee Rock
Der McGee Rock ist eine isolierte Felsformation an der Ruppert-Küste des westantarktischen Marie-Byrd-Lands. Er ragt 8 km südlich des Zuncich Hill auf der Südseite des Parker-Passes auf.
Der United States Geological Survey kartierte den Felsen anhand eigener Vermessungen und Luftaufnahmen der United States Navy aus den Jahren von 1959 bis 1965. Das Advisory Committee on Antarctic Names benannte ihn 1970 nach Wayne R. McGee, Verantwortlicher für Gerätschaften auf der Byrd-Station im Jahr 1966.